# 新华乡 (元谋县)
新华乡，是中华人民共和国云南省楚雄彝族自治州元谋县下辖的一个乡镇级行政单位。

## 行政区划
新华乡下辖以下地区：
新平村、新华村、大河边村和华丰村。